# Maciej Luboński
Maciej Luboński herbu Leszczyc (zm. przed 27 sierpnia 1599 roku) – pisarz ziemski zatorski w latach 1565–1599.
Poseł województwa krakowskiego na sejm 1576/1577 roku. Deputat województwa krakowskiego do Trybunału Głównego Koronnego w 1582 roku.